# Дискографија групе Tokio Hotel
Дискографија Токио Хотела, немачке рок групе, састоји се од четири студијска албума, два уживо албума, два EP-а, седамнаест синглова, двадесет спотова, и пет видео албума. Токио Хотел је основан 2001. у Магдебургу, Немачка, од стране певача Била Каулица (нем. Bill Kaulitz), гитаристе Тома Каулица (нем. Tom Kaulitz), бубњара Густава Шефера (нем. Gustav Schäfer) и басисте Георга Листинга (нем. Georg Listing).
Први сингл групе, "Durch den Monsun", је ушао у листу немачких синглова на #15 20. августа 2005, и достигао #1 следеће недеље. Такође је достигао #1 на аустријској листи синглова. Затим је следио "Schrei", који није успео да достигне успех сингла "Durch den Monsun"; највишу позицију је достигао на аустријској листи синглова на #3. Бенд је објавио свој први албум, Schrei, 19. септембра 2005. Доспео је на врх немачке и аустријске листе, и који су наградили платинастим сертификатом немачки и аустријски партнери Међународне Федерације Гонографске Индустрије и Syndicat National de l'Édition Phonographique у Француској. 2006. су објављени трећи и четрвти сингл, "Rette mich" и "Der letzte Tag"; оба су достигла #1 у Немачкој и Аустрији. Први сингл са другог албума Токио Хотела, Zimmer 483, је био "Übers Ende der Welt", који је објављен 26. јануара 2007. То је био четврти Токио Хотелов сингл који је достигао #1 на немачкој и аустријској листи. Zimmer 483 је објављен 23. фебруара 2007, и достигао је #1 на немачкој листи албума. Други сингл са албума, "Spring nicht", је објављен 7. априла, достиже #3 у Немачкој, #7 у Аустрији, и #21 у Швајцарској. Zimmer 483 је сертификован златом у три државе.
Дана 4. јуна 2007. Токио Хотел објављује свој први албум на енглеском језику, Scream, широм Европе. У земљама немачког говорног подручја је назван Room 483; оба имена су преводи на немачки језик албума групе. Scream садржи енглеске верзије песама узете са Schrei и Zimmer 483 албума. "Monsoon", енглеска верзија песме "Durch den Monsun", је била први сингл са албума, и дотигла је #8 у Француској и Италији. "Ready, Set, Go!" је објављена у Уједињеном Краљевству, иако није успела да уђе међу 40 најбољих; недељу дана је била #77 док није уклољена са листе. Касније је достигла #80 у Канади и #19 на Bubbling Under Hot 100 листи синглова у САД. "An deiner Seite (Ich bin da)", са Zimmer 483 је објављена у Европи 16. новембра 2007, праћена са још четири енглеска сингла са Scream албума. "An deiner Seite (Ich bin da)", је достигла #2 у Француској, а затим су уследила два сингла у САД. Њихов први сингл у САД, "Tokio Hotel", садржи песме "Scream" и "Ready, Set, Go!", и био је доступан искључиво у Хот Топик (енг. Hot Topic) продавницама. Њихов други сингл у САД, "Scream America!", је објављен 11. децембра 2007. Такође је садржао "Scream" и ремикс песме "Ready, Set, Go!" од АФИ Џејд Пјуџета (енг. AFI Jade Puget). "Don't Jump" је био последњи сингл са Scream албума.

## Албуми

### Студијски албуми
| 2005                                                                      | Schrei - Објављен: 19. септембра 2005. - Издавачка кућа: Island Records (#060249874154) - Формати: ЦД, дигитално преузимање                                                                                | 1 | 1  | —  | 36 | 12 | — | — | — | 3  | —  | - AUT: 2× Платина - EU: Платина - GER: Платина - FRA: Платина - POL: Платина    |
| 2007                                                                      | Zimmer 483 - Објављен: 23. фебруара 2007. - Издавачка кућа: Island Records (#0602517230934) - Формати: ЦД, дигитално преузимање                                                                            | 1 | 2  | —  | 13 | 2  | — | — | — | 2  | —  | - AUT: Платина - SWI: Злато - FRA: Платина - POL: Злато                         |
| 2007                                                                      | Scream - Објављен: 1. јуна 2007. - Издавачка кућа: Universal Music Group (#060075306725) - Формати: ЦД, дигитално преузимање                                                                               | — | 27 | 6  | 27 | 6  | 2 | 6 | 1 | 26 | 39 | - FRA: Злато - ITA: 2× Платина                                                  |
| 2009                                                                      | Humanoid (Немачка верзија) Humanoid (Енглеска верзија) - Објављен: 2. октобра 2009. (НЕМ) - Објављен: 6. октобра 2009. (САД) - Издавачка кућа: Universal Music Group - Формати: ЦД, дигитално преузимање   | 1 | 8  | 20 | 9  | 3  | 2 | 2 | 8 | 10 | 35 | - GRE: Злато - SPA: Злато - FRA: Злато - POR: Злато - BEL: Злато - ITA: Платина |
| 2010                                                                      | Best Of (Немачка верзија) Best Of (Енглеска вепзија) - Објављен: 13. децембар 2010. (НЕМ) - Објављен: 14. децембар 2010. (САД) - Издавачка кућа: Universal Music Group - Формати: ЦД, дигитално преузимање | — | —  | —  | —  | —  | — | — | — | 97 | —  |                                                                                 |
| "—" је симбол да није био на листи или није био објављен на том подручју. | |   |    |    |    |    |   |   |   |    |    |                                                                                 |

### Уживо албуми
| 2007                                                                      | Zimmer 483 – Live in Europe - Објављен: 30. новембра 2007. - Издавачка кућа: Island Records (#060075310564) - Формати: ЦД, дигитално преузимање | — | 67 | 61 | 34 | 34 | 40 | 33 |    |
| 2010                                                                      | Humanoid City Live - Објављен: 20. јул 2010. - Издавачка кућа: Stunner Records (Universal) - Формати: ЦД, дигитално преузимање                  | 7 | 58 | 25 | 36 | —  | 74 | 37 | 15 |
| "—" је симбол да није био на листи или није био објављен на том подручју. | |   |    |    |    |    |    |    |    |

## Extended plays
| Година | EP детаљи |
| ------ | --- |
| 2007   | Tokio Hotel - Објављен: 11. септембра 2007. - Издавачка кућа: Cherry Tree/Interscope - Формат: ЦД                   |
| 2010   | World Behind My Wall EP - Објављен: 29. март 2010. - Издавачка кућа: Universal Music - Формат: Дигитално преузимање |

## Синглови
| 2005                                                                      | "Durch den Monsun"             | 1 | 1  | —  | —  | —  | 8  | — | —  | —  | 5  | —  | —   | Schrei                      |
| 2005                                                                      | "Schrei"                       | 5 | 3  | —  | —  | —  | —  | — | —  | —  | 18 | —  | —   | Schrei                      |
| 2006                                                                      | "Rette mich"                   | 1 | 1  | —  | —  | —  | —  | — | —  | —  | 6  | —  | —   | Schrei                      |
| 2006                                                                      | "Der letzte Tag"               | 1 | 1  | —  | —  | —  | —  | — | —  | —  | 7  | —  | —   | Schrei                      |
| 2007                                                                      | "Übers Ende der Welt"          | 1 | 1  | —  | 3  | —  | 5  | — | 3  | —  | 2  | —  | —   | Zimmer 483                  |
| 2007                                                                      | "Spring nicht"                 | 3 | 7  | —  | 10 | —  | 9  | — | 2  | —  | 21 | —  | —   | Zimmer 483                  |
| 2007                                                                      | "An deiner Seite (Ich bin da)" | 2 | 6  | —  | —  | 13 | 2  | — | —  | —  | —  | —  | —   | Zimmer 483                  |
| 2007                                                                      | "Monsoon"                      | — | —  | —  | 14 | —  | 8  | 8 | 1  | 23 | 69 | —  | —   | Scream/ Room 483            |
| 2007                                                                      | "Ready, Set, Go!"              | — | —  | 80 | —  | —  | —  | — | 3  | —  | —  | 77 | 119 | Scream/ Room 483            |
| 2007                                                                      | "Scream"                       | — | —  | —  | —  | —  | —  | — | 1  | —  | —  | —  | —   | Scream/ Room 483            |
| 2008                                                                      | "Don't Jump"                   | — | —  | —  | —  | —  | —  | — | 2  | —  | —  | —  | —   | Scream/ Room 483            |
| 2008                                                                      | "Heilig"                       | — | —  | —  | —  | —  | 11 | — | —  | —  | —  | —  | —   | Zimmer 483                  |
| 2009                                                                      | "Automatisch"                  | 5 | 14 | —  | —  | —  | 2  | — | 21 | —  | 44 | —  | —   | Humanoid (Немачка верзија)  |
| 2009                                                                      | "Automatic"                    | — | —  | —  | —  | —  | —  | — | —  | 36 | —  | —  | —   | Humanoid (Енглеска верзија) |
| 2010                                                                      | "World Behind My Wall"         | — | —  | —  | —  | —  | 13 | — | —  | —  | —  | —  | —   | Humanoid (Енглеска верзија) |
| 2010                                                                      | "Dark Side of the Sun" (уживо) | — | —  | —  | —  | —  | —  | — | 24 | —  | —  | —  | —   | Humanoid City Live          |
| 2010                                                                      | "Hurricanes and Suns"          | — | —  | —  | —  | —  | —  | — | —  | —  | —  | —  | —   | Best Of                     |
| "—" је симбол да није био на листи или није био објављен на том подручју. |                                |   |    |    |    |    |    |   |    |    |    |    |     |                             |

## Drugi nastupi
| Година | Песма            | Албум                                                            | Белешке                      |
| ------ | ---------------- | ---------------------------------------------------------------- | ---------------------------- |
| 2007   | "Instant Karma!" | Instant Karma: The Amnesty International Campaign to Save Darfur | Оригинално снимио Џон Ленон. |
| 2010   | "Strange"        | Almost Alice                                                     | Снимљено са Kerli Kõiv.      |

## Спотови
| Година | Наслов                         | Редитељ(и)                          |
| ------ | ------------------------------ | ----------------------------------- |
| 2005   | "Durch den Monsun"             | Sandra Marschner                    |
| 2005   | "Schrei"                       | Zoran Bihac                         |
| 2006   | "Rette mich"                   | Katja Kuhl                          |
| 2006   | "Der letzte Tag"               | Daniel Warwick & Christopher Häring |
| 2006   | "Wir schließen uns ein"        | Daniel Warwick & Christopher Häring |
| 2007   | "Übers Ende der Welt"          | Daniel Warwick & Christopher Häring |
| 2007   | "Spring nicht"                 | Jörn Heitmann                       |
| 2007   | "Monsoon"                      | Daniel Siegler                      |
| 2007   | "Ready, Set, Go!"              | Christopher Häring & Daniel Warwick |
| 2007   | "An deiner Seite (Ich bin da)" | Hoffmann, Benzner, Roth & Jost      |
| 2007   | "By Your Side"                 | Hoffmann, Benzner, Roth & Jost      |
| 2007   | "1000 Meere"                   | Daniel Siegler                      |
| 2007   | "Scream"                       | Katja Kuhl                          |
| 2008   | "Don't Jump"                   | Ingo Georgi                         |
| 2009   | "Automatisch"                  | Craig Wessels                       |
| 2009   | "Automatic"                    | Craig Wessels                       |
| 2010   | "World Behind My Wall"         | Daniel Wolfe                        |
| 2010   | "Lass uns laufen"              | Daniel Wolfe                        |
| 2010   | "Hurricanes And Suns"          |                                     |
| 2010   | "Mädchen aus dem All"          |                                     |

## Видео албуми
| 2005                                                                      | Leb die Sekunde - Behind the Scenes - Објављен: 2. децембар 2005. - Издавачка кућа: Universal Music Group (#060075302533) - Формат: DVD | 13 | 1 | — | — | — | — | 4 | — | — | — | — | - AUT: Платина - GER: 2× Платина - FRA: 3× Платина |
| 2006                                                                      | Schrei - Live - Објављен: 7. априла 2006. - Издавачка кућа: Universal Music Group (#060249854971) - Формат: DVD                         | —  | 1 | — | — | — | — | 3 | — | — | — | — | - AUT: Платина - FRA: 3× Платина                   |
| 2007                                                                      | Zimmer 483 – Live in Europe - Објављен: 30. новембра 2007. - Издавачка кућа: Universal Music Group (#060251742984) - Формат: DVD        | 1  | 3 | 1 | 2 | 2 | — | 1 | 1 | 1 | — | — | - POR: Платина - FRA: Дијамант                     |
| 2008                                                                      | Tokio Hotel TV – Caught on Camera - Објављен: 5. децембра 2008. - Издавачка кућа: Universal Music Group (#426017874001) - Формат: DVD   | 2  | 5 | 2 | 4 | 2 | 3 | 1 | 1 | 1 | 2 | 6 | - POR: Злато - ITA: Злато - FRA: 2× Платина        |
| 2010                                                                      | Humanoid City Live - Објављен: 20. јул 2010. - Издавачка кућа: Cherry Tree (#060249854971) - Формат: DVD                                | 1  | 5 | — | — | 2 | 1 | 1 | 7 | 2 | 2 | — |                                                    |
| "—" је симбол да није био на листи или није био објављен на том подручју. | |    |   |   |   |   |   |   |   |   |   |   |                                                    |